# 360 Karlova
360 Karlova (mednarodno ime je 360 Carlova) je asteroid tipa C v glavnem asteroidnem pasu. 

## Odkritje
Asteroid je odkril francoski astronom Auguste Charlois ( 1864 – 1910) 11. marca 1893 v Nici.  Izvor imena ni znan.

## Lastnosti
Asteroid Karlova obkroži Sonce v 5,2 letih. Njegova tirnica ima izsrednost 0,182, nagnjena pa je za 11,713° proti ekliptiki. Njegov premer je okoli 115,8 km .